# Sonate K. 455
La sonate K. 455 (F.399/L.209) en sol majeur est une œuvre pour clavier du compositeur italien Domenico Scarlatti.

## Présentation
La sonate K. 455 en sol majeur est couplée avec la sonate précédente. Joyeuse et extravertie, elle repose sur les principes de la répétition des notes à la main droite, comme cela apparaît également dans les sonates K. 141 (toccata), 366 et 421.

## Manuscrits
Le manuscrit principal est le numéro 2 du volume XI (Ms. 9782) de Venise (1756), copié pour Maria Barbara ; les autres sont Parme XIII 2 (Ms. A. G. 31418) et Münster II 48 (Sant Hs 3965). Une copie figure à Lisbonne, ms. FCR/194.1 (no 27).

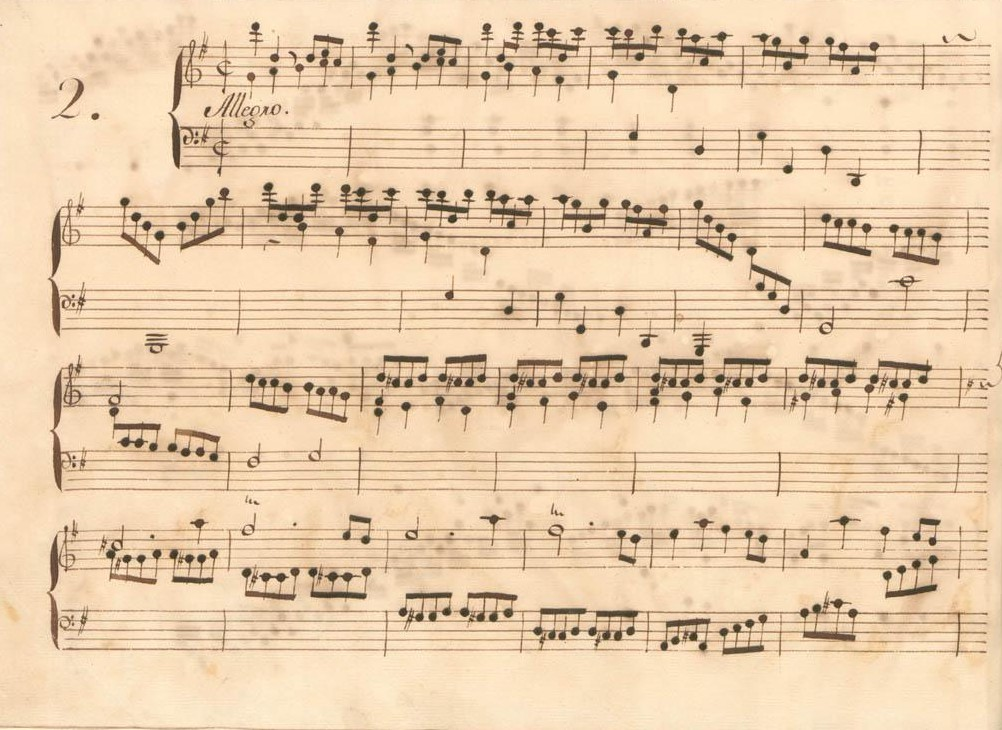
Parme XIII 2.
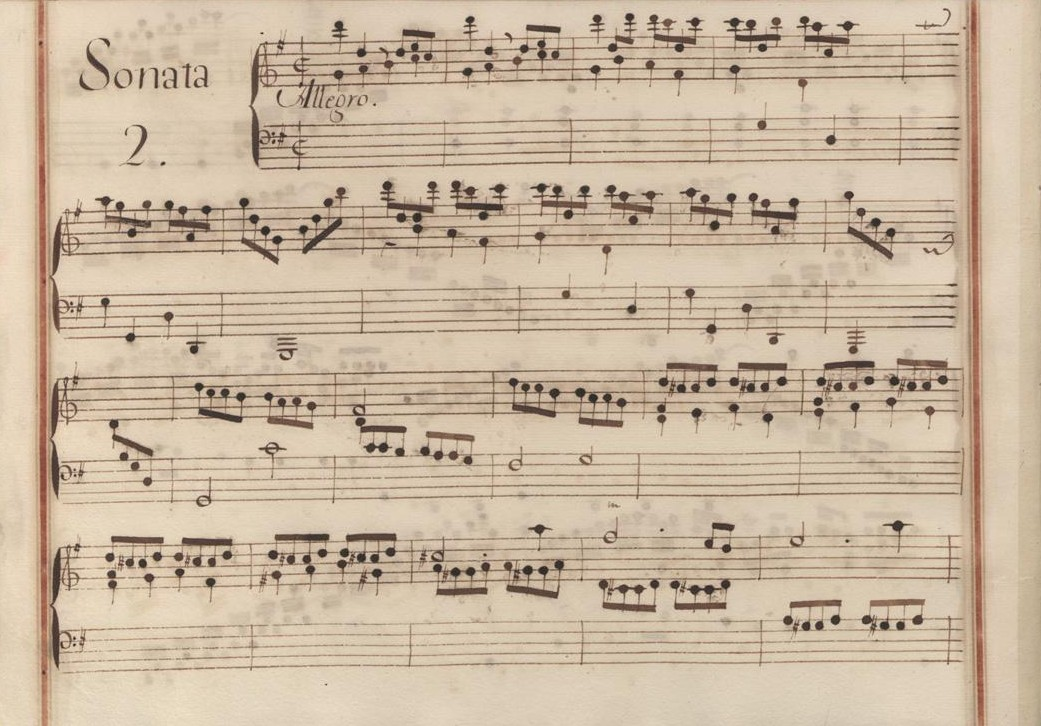
Venise XI 2.

## Arrangement
La sonate K. 435 fait partie de la sélection d'œuvres orchestrées pour le ballet Le donne de buon umore de Vincenzo Tommasini en avril 1917 à Rome, et présenté par les Ballets russes de Serge de Diaghilev. Celle-ci est au no 21 « Le déguisement de Nicolo ».

## Interprètes
La sonate K. 455 est défendue au piano par Vladimir Horowitz (1946, RCA ; 1962, Sony), Kathleen Long (1950, Decca), Christian Zacharias (1979, EMI), Fou Ts'ong (1998, Aura), Ievgueni Soudbine (2004, BIS), Yuja Wang (2011, DG), Orion Weiss (2013, Naxos, vol. 15), Eri Mantani (2016, MDG) et Hikari Fukuda (2025, OMF).
Au clavecin, elle est enregistrée par Ralph Kirkpatrick (1971, Archiv), Colin Tilney (1979, L'Oiseau-Lyre/Decca), Scott Ross (1985, Erato), Andreas Staier (1991, DHM) et Christophe Rousset (1997, Decca).

## Au cinéma
Le thème est utilisé pour le générique du film de Philippe de Broca, Le Bossu (1997).

## Sources
: document utilisé comme source pour la rédaction de cet article.
- Ralph Kirkpatrick (trad. de l'anglais par Dennis Collins), Domenico Scarlatti, Paris, Lattès, coll. « Musique et Musiciens », 1982 (1re éd. 1953 (en)), 493 p. (ISBN 978-2-7096-0118-4, OCLC 954954205, BNF 34689181).
- Alain de Chambure, « Domenico Scarlatti : Intégrale des sonates — Scott Ross », p. 188, Erato (2564-62092-2), 1985 (OCLC 891183737) .
- (en) W. Dean Sutcliffe, The Keyboard Sonatas of Domenico Scarlatti and Eighteenth-Century Musical Style, Cambridge / New York, Cambridge University Press, 2008, xi-400 (ISBN 978-0-521-07122-2, OCLC 1005658462, BNF 42017486, présentation en ligne).
- (es) Celestino Yáñez Navarro (thèse), Nuevas aportaciones para el estudio de las sonatas de Domenico Scarlatti. Los manuscritos del Archivo de Música de las Catedrales de Zaragoza, Université autonome de Barcelone, 2016 (lire en ligne)